# Mathieu Boots
Mathieu Boots (* 23. Juni 1975 in Venhuizen) ist ein ehemaliger niederländischer Fußballspieler.

## Karriere
Boots begann seine Karriere 1997 bei HVV Hollandia. 1998 unterschrieb er einen Vertrag beim Zweitligisten FC Volendam. 2001 wechselte er zum belgischen Zweitligisten KV Mechelen. 2002 feierte er mit Mechelen die Zweitligameisterschaft und den Aufstieg in die erste Liga. 2003 wechselte er zum japanischen Zweitligisten Yokohama FC. Für Yokohama bestritt er 73 Zweitligaspiele und schoss dabei 12 Tore. 2004 kehrte er nach Niederlande zurück und unterschrieb einen Vertrag bei FC Volendam. 2008 feierte er mit dem Verein die Zweitligameisterschaft und den Aufstieg in die erste Liga. 2009 erreichte er das Halbfinale des KNVB-Pokal. Am Ende der Eredivisie 2008/09 stieg der Verein in die zweite Liga ab. Für Volendam bestritt er 139 Ligaspiele und schoss dabei vier Tore. 2010 wechselte er zu HVV Hollandia. Ende 2013 beendete er seine Karriere als Fußballspieler.